# Карл Маркс
Маркс пренасочва насам.  За други значения вижте Маркс (пояснение).
Карл Хайнрих Маркс (на немски: Karl Heinrich Marx) е германски философ, социолог, политикономист, политически журналист, обществен деец и идеолог. Много често е описван като една от най-влиятелните личности в историята на човечеството.
Известен е като един от най-видните критици на капитализма. Във философията формулира диалектическия и историческия материализъм, в икономиката – теорията за принадената стойност, а в политиката – теорията за класовата борба. Възгледът му за развитието на историята като резултат от класовата борба, в която едрият капитал и пролетариатът са антагонистични сили, е основно положение в марксизма – идеологията, възникнала на базата на неговите учения. За това свидетелства и уводът към известната му творба „Манифест на Комунистическата партия“ (1848 г.): „Историята на досега съществувалото общество е история на класовата борба“. Основното произведение на Маркс е „Капиталът“ (1867).
Той е организатор и активен участник в Първия интернационал, както и дългогодишен съратник на Фридрих Енгелс. Карл Маркс вярва, че социализмът в крайна сметка ще бъде заменен от бездържавно, безкласово общество, наречено комунизъм. Наред с вярата в неизбежността на социализма и комунизма, Маркс активно се бори и за практическото му прилагане, като се аргументира, че социалните теоретици и хората в неравностойно положение трябва да извършват организирани революционни действия за сваляне на капитализма и осъществяване на социално-икономическите промени. Неговите идеи намират приложение през XX век, когато са основани редица социалистически държави.

## Биография

### Произход и ранни години (1818 – 1836)
Карл Маркс е роден на 5 май 1818 г. в Трир, тогава в Кралство Прусия, днес в Германия, в къща на улица Брюкергасе. Родителите му първоначално са нерелигиозни евреи, които приемат християнството преди неговото раждане. Прадядо му по майчина линия е равин в Нидерландия, а дядо му по бащина линия Майер Халеви Маркс и неговите предшественици са равини в Трир от 1723 година. Баща му Хайнрих Маркс, наричан като дете Хершел, е първият в рода, получил светско образование. Той става адвокат в горната средна класа, като в допълнение към доходите от основната му работа семейството притежава и няколко лозя в долината на Мозел. Преди раждането на сина си и след отмяната на еманципацията на евреите в Рейнланд Хершел преминава от юдаизма към официалната в Прусия Евангелска църква, приемайки немското име Хайнрих.
Хайнрих Маркс е човек от Просвещението, интересува се от идеите на Кант и Волтер. Либерал по убеждение, той е привърженик на исканията за провеждане на реформи и приемане на конституция в Прусия, която по това време е абсолютна монархия.
Майката на Карл, Хенриета Пресбург, е холандска еврейка от богато семейство и се покръства едва след смъртта на родителите си през 1825 г. Сестра ѝ се омъжва за богатия индустриалец Лион Филипс, чиито потомци по-късно ще основат компанията Филипс. Карл, брат му и сестрите му биват покръстени през 1824 г., отчасти поради страх от антисемитски изстъпления. Карл е далечен роднина с поета Хайнрих Хайне, също роден в еврейско семейство в Рейнланд, а пътищата им се пресичат на по-късен етап в живота им.
Малко се знае за детството на Карл Маркс. Третото от общо девет деца, той става най-възрастният син, когато брат му Мориц умира през 1819 г. Другите му братя и сестри са Софи, Херман, Хенриет, Луиз, Емили и Каролин. До 1830 г. с образованието му се занимава баща му. Когато 12-годишният Карл постъпва в гимназията в Трир, много от неговите учители са либерални хуманисти. Това не допада на консервативното правителство и през 1832 г. са направени няколко смени в учителския състав.
На 17-годишна възраст през октомври 1835 г. Маркс заминава за Университета в Бон. Въпреки че има желание да учи философия и литература, баща му настоява за право, тъй като има много по-голяма практическа стойност. Когато навършва 18 години, Карл Маркс е освободен от военна служба поради белодробни проблеми. В Бон той става член на Клуба на поетите, група, състояща се от политически радикали, които по това време са следени от полицията. Той също така е член и на Клуба на посетителите на механи (Landsmannschaft der Treveraner), общество на консуматорите на алкохол, като при това за известно време става съпредседател на клуба. Маркс освен това е въвлечен в различни спорове и пререкания, някои от които доста сериозни. През август 1836 г. участва в дуел с член на Korps Borussian на университета.
Въпреки че оценките му през първия семестър са добри, много скоро те се влошават, което принуждава баща му да го прехвърли в по-сериозния и академично ориентиран Университет Фридрих-Вилхелм в Берлин. В Берлин изучава юридически науки, история, история на изкуството и философия.

### Хегелианство (1836 – 1843)
Прекарвайки лятото и есента на 1836 г. в Трир, Маркс започва да се отнася много по-сериозно към образованието и живота си. През лятото на 1836 г. се сгодява за Жени фон Вестфален, образована баронеса от управляващата пруска класа, която познава Маркс от детството си. След като разваля годежа си с един млад аристократ, за да бъде с Карл Маркс, връзката им е социално оспорвана поради разликите между техния етнически и класов произход, но Маркс се сприятелява с баща ѝ, либералния аристократ Лудвиг фон Вестфален, и по-късно посвещава докторската си дисертация на него.
През октомври 1836 г. пристига в Берлин и се записва в Юридическия факултет. Въпреки че учи право, той е очарован от философията и търси начин да съчетае двете, вярвайки, че „без философия нищо не може да се осъществи“. Маркс се интересува от философията на Хегел, чиито идеи са широко обсъждани сред европейските философски кръгове. По време на възстановяване след боледуване той се присъединява към Докторския клуб, студентска група, която обсъжда идеите на Хегел и чрез тях се свързва с група радикални мислители, известни като младохегелианци. През 1837 г. те се събират около Лудвиг Фойербах и Бруно Бауер, а Маркс започва особено тясно приятелство с Адолф Рутенберг. Младохегелианците критикуват метафизичните предположения на Хегел, но приемат неговия диалектически метод, като критикуват обществото, политиката и религията от една лява гледна точка.
Бащата на Маркс умира през май 1838 г., което води до намаляване на семейните приходи. Маркс се чувства емоционално много близо до баща си и цени спомените си за него след смъртта му. През този период той пише художествена литература – повести, драми и няколко любовни стихотворения, посветени на Жени. Всички те остават непубликувани. Той също така изучава английски и италиански език, учи история на изкуството и превежда класиците, след което се занимава с написването на дисертационния си труд, „Разликата между натурфилософиите на Демокрит и Епикур“, който завършва през 1841 г. Описван като смела и оригинална творба, в него той си поставя за цел да покаже, че „теологията трябва да се подчинява на възвишената мъдрост на философията“; трудът е спорен, особено сред консервативните професори в университета в Берлин. Маркс решава да го представи на по-либералния Университет в Йена, чийто факултет му присъжда докторската степен през април 1841 г. През март 1841 г. Маркс и приятелят му Бруно Бауер правят планове за списание, озаглавено „Атеистични архиви“, но тези планове никога не се осъществяват. През юли скандализират съгражданите си при посещение в Бон, като се напиват, смеят се в църква и яздят магарета по улиците.
Академичната кариера на Маркс се проваля поради нарастващата опозиция на правителството към класическия либерализъм и младохегелианците. Премества се в Кьолн през 1842 г. и става журналист, като изразява ранните си възгледи за социализма и интереса си към икономиката. Той критикува както десните европейски правителства, така и фигури от либералните и социалистически движения, които смята за неефективни и контрапродуктивни. Вестникът, за който работи, привлича вниманието на пруската цензура. Маркс се оплаква, че „нашият вестник трябва да бъде даван на полицията, която да го подуши, и ако носът на полицията помирише нещо нехристиянско или непруско, на вестника не е позволено да излезе“. След като публикува статия, критикуваща руската монархия, император Николай I иска вестникът да бъде забранен. Правителството на Прусия изпълнява молбата през 1843 г.
Седем години след годежа си, на 19 юни 1843 г. Маркс се жени за Жени в протестантска църква.

### Париж, Брюксел и Кьолн (1843 – 1849)
Младото семейство се мести в Париж в края на октомври 1843 г., където Маркс се сприятелява с Хайнрих Хайне и Фридрих Енгелс. С последния го свързва дружба и съвместна работа до края на живота му. Именно Енгелс е този, който обръща внимание на Маркс за положението на работническата класа.
В Париж Маркс встъпва в непосредствен контакт с работническите организации, френските и немските имигранти, запознава се с Пиер-Жозеф Прудон и руските имигранти Михаил Бакунин и Василий Боткин. Завързва широки запознанства с френските радикални кръгове и с представители на революционните кръгове на различни страни, живеещи в Париж.
В началото на февруари 1845 г. Маркс пристига в Брюксел (където идва и Енгелс). Двамата написват съвместната работа „Немската идеология“, в която правят критика на Хегел. През пролетта на 1847 г. Карл Маркс и Фридрих Енгелс се присъединяват към тайното пропагандистко общество, международната организация „Съюз на справедливите“ (по-късно преобразуван в „Съюз на комунистите“), организиран от немските емигранти. По поръчение на това общество те съставят програма на комунистическата организация, знаменитият „Манифест на комунистическата партия“, публикуван на 21 февруари 1848 г. в Лондон.
След началото на Февруарската революция от 1848 г. Маркс се връща в Париж, а след Мартенската революция пристига в Кьолн, Германия. Там му се отдава възможността да издаде ежедневния вестник „Neue Rheinische Zeitung“. Първият брой излиза на 1 юни 1848 г. В редакционния комитет влизат: Карл Маркс – главен редактор, Хенрих Бюргерс, Ърнст Дронке, Фридрих Енгелс, Георг Веерт, Фердинанд Волф, Вилхелм Волф – редактори. Този вестник се счита за орган на Съюза на комунистите. Вестникът прекратява съществуването си след поражението на Майското въстание през 1849 година в Саксония. На 19 май 1849 година излиза последният брой, отпечатан в червено мастило.

### Лондон (1849 – 1883)
Париж тогава е под властта на реакционерна контрареволюция и епидемия от холера и скоро Маркс е експулсиран от градските власти, които го считат за политическа заплаха. Със съпругата си Жени очакват четвърто дете, а не могат да се завърнат обратно в Германия или Белгия, затова през август 1849 търсят убежище в Лондон.
Маркс се мести в Лондон и остава в този град до края на живота си. Седалището на Комунистическата лига също се премества в Лондон. Въпреки това, през зимата на 1849 – 1850 г., в редиците на Комунистическата лига възниква раздор, когато фракцията на Комунистическата лига, водена от Август Уилич и Карл Шапър започва възбудено да агитира за незабавно въстание от страна на Комунистическата лига. Последните вярват, че след като Комунистическата лига започне въстанието, цялата работническа класа от цяла Европа ще въстане „спонтанно“ и ще се присъедини към въстанието, като по този начин ще се създаде повсеместна революция в цяла Европа. Карл Маркс и Фридрих Енгелс протестират, че такова непредвидено въстание от страна на Комунистическата лига е авантюра и би било самоубийствено за Комунистическата лига. Такова въстание ще може лесно да бъде смачкано от страна на полицията и въоръжените сили на реакционните правителства в Европа.
Маркс поддържа становището, че промените в обществото не са постигнати за една нощ благодарение на усилията и волята на шепа хора. Вместо това, промените в обществото са предизвикани от научен анализ на икономическото състояние на обществото и преминаване към революция през различни етапи на социално развитие. В настоящия етап на развитие (около 1850 г.), след разгрома на въстанията в цяла Европа, Маркс смята, че Комунистическата лига трябва да насърчи работническата класа да се обединява с прогресивни елементи на изгряващата буржоазия с цел, за да се защити от феодалната аристокрация и намери общи постановки по въпроси, включващи искания за правителствени реформи, например конституционна република със свободно избрани събрания и универсално избирателно право. С други думи, работническата класа трябва да се присъедини към буржоазните демократични сили, за да доведе до успешен край буржоазната революция преди работническата класа да постави на дневния ред своите искания и да проведе своята революция.
След дълга борба, която заплашва да съсипе Комунистическата лига, гледната точка на Маркс надделява и в крайна сметка групата на Уилич/Шапър напуска Комунистическата лига. Лондон става новият щаб на Комунистическата лига. В същото време, Маркс също става силно ангажиран със социалистическата германска работническа просветна организация. Тя провежда заседанията си в централен Лондон, но също е опустошена от вътрешна борба между нейните членове, част от които са с Маркс и друга част, която следва Шапър/Уилич. Въпросите са същите, повдигнати в рамките на Комунистическата лига. Маркс обаче губи борбата в германската работническа просветна организация и на 17 септември 1850 г. подава оставка от дружеството.

#### Първият Интернационал
През 1864 г. Маркс се включва в Международната асоциация на работниците (също позната като Първи Интернационал) и е избран в Генералния съвет при създаването му през 1864 г. В тази организация Маркс участва в борбата срещу анархисткото крило, центрирано около Михаил Бакунин. Въпреки че Маркс печели тази борба, преместването на седалището на Генералния съвет от Лондон в Ню Йорк през 1872 г. (което Маркс подкрепя), води до замиране на Интернационала. Най-важното политическо събитие по време на съществуването на Интернационала е Парижката комуна от 1871 г., когато гражданите на Париж въстават срещу правителството и взимат властта в града в продължение на два месеца. В отговор на кървавото потушаване на бунта Маркс пише една от най-известните си брошури, „Гражданската война във Франция“, в защита на Комуната.
Предвид многократните провали и разочарования от революциите и движенията на работниците, Маркс иска да разбере капитализма и прекарва голяма част от времето си в читалнята на Британския музей, изучавайки трудовете на политическите икономисти и икономически данни. До 1857 г. той натрупва над 800 страници с бележки и кратки есета за капитала, поземления имот, наемния труд, държавата и външната търговия на световния пазар. Тези му работи се появяват в печата едва през 1941 г. под заглавие Grundrisse.
През 1859 г. Маркс публикува „Принос към критиката на политическата икономия“, първата си сериозна икономическа статия. Този труд е предназначен само за визуализация на неговия многотомен труд „Капиталът“, който той възнамерява да публикува с по-късна дата. В „Принос към критиката на политическата икономия“, Маркс приема трудовата теория за стойността, както е описана от Давид Рикардо, но като има предвид, че Рикардо разграничава потребителна стойност и стойност на стоките, но не е в състояние да определи реалната връзка между тях. Мотивите на Маркс, изложени в книгата му, ясно очертават истинската връзка между потребителна стойност и стойност. Той също създава истинска научна теория на парите и обращението им в капиталистическата икономика. „Принос към критиката на политическата икономия“ е посрещната възторжено в обществото. Целият тираж на книгата се продава в много кратък период от време. Успешните продажби стимулират и вдъхновяват Маркс в началото на 1860 г., да продължи работата си по три големи тома, които ще съставляват основното дело на неговия живот – „Капиталът“ и „Теориите за принадената стойност“, в които са обсъдени теоретиците на политическата икономия, особено Адам Смит и Давид Рикардо. Теориите на принадената стойност често по-нататък се считат за четвъртия том на „Капиталът“ и представляват един от първите цялостни трактати за историята на икономическата мисъл. През 1867 г. е публикуван първият том на „Капиталът“, в който се анализира капиталистическият производствен процес. В него Маркс разработва трудовата теория на стойността, повлияна от Томас Ходскин. Маркс признава, че Ходскин върши възхитителна работа и го цитира като признание за труда. В този първи том Маркс очертава концепцията си за принадената стойност и експлоатацията, която според него в крайна сметка ще доведе до падане на печалбата и рухване на индустриалния капитализъм. Проявеният интерес и търсене на изданието на руски език скоро води до отпечатването на 3000 екземпляра на руски език на 27 март 1872 година. До есента на 1871 г. първото издание на немски език е разпродадено и е публикувано второ издание.
Втори и трети том на Капитала остават само ръкописи, над които Маркс продължава да работи до края на живота си. И двата тома са публикувани от Енгелс след смъртта му. На немски по-късно е публикувана съкратена версия, която е преведена и публикувана и на английски през 1951 г. в Лондон. Пълното, несъкратено издание на Теориите за принадената стойност е публикувано като четвъртия том на Капитала през 1963 и 1971 г. в Москва.

#### Последни години
През последното десетилетие на живота му здравето му се влошава и той става неспособен да работи така усилено, както преди. Той все пак успява да коментира по същество съвременната политика, особено в Германия и Русия. В писмо до Вера Засулич от 8 март 1881 г. Маркс споделя мнението си за възможността Русия да прескочи капиталистическия етап на развитие и да навлезе директно в комунизма въз основа на общата собственост върху земята, характерна с името селска общност или мир. Маркс предава на Енгелс записки с някои от своите идеи, които по-късно са издадени от Фридрих Енгелс в неговата творба „За Произхода на семейството, частната собственост и държавата“.
След смъртта на съпругата си Жени през декември 1881 г. Карл Маркс получава катар и здравето му се влошава значително през последните 15 месеца от живота му. Освен катар, той боледува и от бронхит и плеврит и умира в Лондон на 14 март 1883 г. Той е на 64 години и почива като човек без гражданство. На погребението присъстват само десетина души от неговите близки и приятели. На паметната плоча на гроба му са издълбани думите „Пролетарии от всички страни, съединявайте се!“

## Семейство
Маркс и фон Вестфален имат седем деца, но отчасти поради лошите условия на живот, в които са принудени да живеят, докато са в Лондон, само три оцеляват и достигат до зряла възраст. Децата са: Джени Каролайн (по мъж Лонгет; 1844 – 1883); Джени Лаура (по мъж Лафарг; 1845 -1911); Едгар (1847 – 1855); Хенри Едуард Гай (Гидо; 1849 – 1850); Джени Евелин Франсис (Франциска; 1851 – 1852); Джени Джулия Елеанор (1855 – 1898 г.), и още едно, което почива, преди да му бъде дадено име (юли 1857). Има твърдения, че Маркс има син, Фреди, извънбрачно дете на икономката му, Хелене Демут, но няма достатъчно фактологичен материал, за да се потвърди със сигурност.
Маркс често използва псевдоними, особено при взимане под наем на къща или апартамент, явно за да затрудни властите да го проследят. Докато е в Париж, той използва псевдонима „Мосю Рамбоз“, докато в Лондон той подписва писмата си „А. Уилямс“. Приятелите му го наричат „Мавър“, поради неговата тъмна кожа и черна къдрава коса, нещо, за което те вярвали, че го прави да прилича на историческите маври от Северна Африка, докато той насърчава децата си да го наричат „Старият Ник“ и „Чарли“. Той дава прякори и псевдоними на приятелите си и семейството си, Фридрих Енгелс нарича „Генерала“, неговата икономка Хелене – „Ленхен“ или „Ним“, една от дъщерите си „Ки Ки, император на Китай“ и друга, Лора, „Какаду“.

## Идеи

### Частната собственост
Маркс твърди, че трябва да се премахне частната собственост върху средствата за производство, за да се премахне експлоатацията на човек над човека. Това според него е първата стъпка към новия световен строй. Според Маркс държавното управление с неговите закони и служители ще отмрат с времето в хода на промените. В комунистическото общество няма да има престъпност, алкохолизъм, религия, експлоатация, глад или бедност.
Средствата ще са насочени към производството на неща, които да задоволяват потребностите на хората, а разпределението ще е според индивидуалните нужди. или „От всекиго според способностите, на всекиму според потребностите“, а не пазарна икономика както в капиталистическите общества, където всичко се купува (ако нямаш пари, не можеш да притежаваш).
Маркс смята, че всяко човешко общество се състои от две основни нива: икономическа база (субструктура) и обществена надстройка (суперструктура). Сърцевината на икономическата база е начинът на производство (всичко, което се включва в едно производство). Обществена надстройка е: прояви на културата, подредени от държавата, от образование към изкуство, религия, философия, право. Всички тези неща са в пряка връзка с икономическите организации на обществото.

### Икономика и социум
Карл Маркс извежда на преден план социалната природа на икономиката, като не изследва самото производство (т.е. технологията), а отношенията между хората при производството, размяната и разпределението на обществения продукт, според обществения строй на производството. „Когато икономическата субструктура се променя, то това оказва влияние на социалната суперструктура.“ Това означава, че всяка икономическа система създава такива видове изкуство, философия и религия, които съответстват на господстващия икономически ред в даденото общество.
Той разглежда европейското общество като създадено от две основни класи: работниците, като пролетариат и собствениците на средствата за производство, които нарича още буржоазия. Отношението между тези две класи е непрекъсната борба и конфликт. Буржоазията властва и експлоатира работниците, които притежават само труда си. Те ги настройват един срещу друг, карат ги да се конкурират като по този начин ги принуждават да продават труда си на по-ниски цени.
Крайният резултат на този процес е, че въпреки че работниците осъществяват икономическия процес в цялата култура, те нямат власт над нея и на практика са ѝ подвластни. Господството на едни над други Маркс определя като отчуждение, като по този начин развива понятието на Хегел за отчуждението. И за двамата това означава да овъншностяваш или да обективираш нещо, което е част от самия теб, както вътре, така и вън от теб. Отчуждената личност е раздвоена и разделена. Нейният живот губи своята органична цялост. От там идва и проблемът с отчуждения труд, който е социален антипод. Частната собственост е резултат от този отчужден труд и предизвиква отрицателни последици върху обществения живот: господство на вещните отношения над субекта на труда. В социалната сфера трудовите отношения стават външни и противоестествени. Като цяло, отчужденият труд е исторически първата форма на цялостното социално отчуждение.
Коренът на капиталистическата система е частната собственост върху имуществото. Капиталът е богатство от всякакъв вид. Пролетариатът не притежава капитал. Капиталът идва от принадената стойност на труда на пролетариата. В този вид икономика работникът превръща своя труд в капитал, който обаче се присвоява от буржоазията.
Но всеки строй в историята има начало и край. Той съдържа зародиша на своето собствено загиване. Капитализмът умира заради собствените си противоречия, а пролетариатът извършва революционна смяна на обществения строй. Резултатът е нова система на устройство на обществото – едно комунистическо общество, където личността отново е свързана със себе си, когато частната собственост е премахната, а хората правят това, за което са най-добре устроени.
Предвижда се двуетапен процес, чиято първа част е диктатурата на пролетариата, като той настоява да е „енергична“. Това е и формата на всички съществували досега комунистически общества. За бегълците от комунистическите държави се предвижда налагане на строги наказания. После следва крайната фаза – комунизъм. Тогава държавата ще отмре защото няма да има повече нужда от полиция, която да защитава групите една от друга. Всичко тече по системен начин, защото всички действат еднакво и равнопоставено, съобразявайки се един с друг.

### Стойност и пари
- Проста (случайна) форма на стойността
- Пълна (разгърната) форма на стойността

{\displaystyle X_{A}=\{{Z_{1}}_{B_{1}}\cup {Z_{2}}_{B_{2}}\cup ...\cup {Z_{n}}_{B_{m}}\},n=1,...,j;m=1,...,i}
Формулата за парите в обращение, която дава Маркс, е следната:
С {\displaystyle p} са означени цени на стоки, които са реализирани, с {\displaystyle \pi } платежите с настъпил срок, а с {\displaystyle \rho } взаимопогасяващите се платежи.

## Сътрудничеството между Маркс и Енгелс
Когато се говори за Карл Маркс, непременно трябва да се вземе под внимание неговото партньорство с Енгелс. Двамата са работили съвместно и много от идеите им не биха могли да бъдат ясно разграничени и приписани само на единия от тях.
Като млад Маркс е сред поклонниците на Хегел, но по-късно, развивайки собствените си идеи, се превръща в критик на Хегеловата философия за държавата. Според него Хегеловата диалектика е решаваща за това да се разберат икономическите сили, действащи в обществото. Причината да промени позицията си е, че Хегел приема, че първоначалната, „първичната реалност“ е „идеална“. Маркс е поддръжник на идеята, че първоосновата (първичното, реалното) е чисто материална. Неговата социална философия (диалектически и исторически материализъм) е свързана с действителните, основни източници на живота на истинските хора, народа, опитващ се да оцелява, а не идеалите на поетите, артистите и интелектуалците.
Централен възглед на марксизма е, че нашите идеи за нас самите или за политиката и търговията могат да бъдат „реални или илюзорни“ – истинни или погрешни, а възможността да се направи разлика между истинните и неистинните идеи за нас самите предполага възможността за съществуването на една реалистична концепция за социалната наука. Непредвидените резултати са съдържанието на историята и ние не можем да обясним какво се случва в историята чрез позоваване на причините, които обясняват действията на индивидите. Това е възглед, който се споделя и от Хегел.
Според Маркс и Енгелс философията, независимо от нейната форма, не може да даде отговор на въпроса дали съществуват причини, които не са сводими до индивидуалните мотиви. Това може да бъде направено единствено от науката. „Старият материализъм“ не може да даде отговор на въпроса, защото той не може да има жизнеспособно понятие за обществото.
Маркс смята, че в капиталистическото общество се осъществяват процеси, които се управляват от закони, от реални тенденции, които съществуват благодарение на социалните отношения, характерни за капитализма. Процесуалните закони тук са същите, както характерните за други системи, но това не е достатъчно за теорията на историческата промяна.
Една друга теория на Маркс гласи, че както при биологичната еволюция ние можем да реконструираме това, което наистина се е случило. Щом имаме разбиране за действащите механизми и щом сме създали условия, в които те вероятно действат, то можем да обясним какво фактически е станало. Това е метод, напълно ретроспективен и емпиричен.
Историческият материализъм на Маркс и Енгелс не включва неизбежно в себе си материалистическа алтернатива на Хегеловата телеологична история (виж Хегел). Това не означава, че съществуват исторически закони – диалектически или някакви други. Тези твърдения и форми на изразяване показват, че и Маркс, и Енгелс не са освободени от възгледа, че човешкият прогрес е неизбежен, възглед, който е сплотявал всички мислители на това време.
Маркс се интересува от проблемите на човешкото благополучие.
Държавното управление в индустриалните страни функционира така, защото средствата за производство са в ръцете на малко хора, които имат претенции да имат властта и да владеят капиталите.